# دوريس وودز
دوريس وودز (بالإنجليزية: Doris Woods)‏ هي لاعبة جمباز فني بريطانية، ولدت في القرن العشرين.

## وصلات خارجية
- دوريس وودز على موقع أوليمبيديا (الإنجليزية)